# Robotzsaru (Semic)
A Robotzsaru egy kéthavonta megjelenő képregénysorozat volt, ami Magyarországon az Semic Interprint kiadásában jelent meg 1991 és 1993 között.

## Története
Alex Murphy kalandjai legelőször 1991-ben jelentek meg hazánkban. A magyar kiadás 1. száma a Paul Verhoeven által rendezett Robotzsaru-mozifilm 1. részének képregényes adaptációját tartalmazta. Amerikában két kiadást is megélt e film képregényre adaptálása, az első változat 1987-ben jelent meg, s fekete-fehér volt, míg a második nyomás már színes változatban, s eltérő borítóval került az újságárusokhoz 1990-ben. Magyarországon ez utóbbi, színes variáció került „publikálásra”. A 2. számtól kezdődően az Egyesült Államokban 1990. márciusa és 1992. januárja között megjelenő 23 részes Robocop-széria került a magyar füzetekbe. Valamennyi a magyar földön napvilágot látó Robotzsaru-képregény a Marvel-kiadó égisze alatt jelent meg a tengerentúlon. A honi kiadással kapcsolatban fontos megemlíteni, hogy szinte a teljes, 23 részes, Marvel-széria megjelent magyar nyelven, egy számot, a Robocop Vol. 1 (1. sorozat) #8 részét kivéve. Ezen epizódból mindössze 4-4 oldalt vett át a hazai kiadás a Robotzsaru 3. és 4. számának végén, de teljes terjedelmében sohasem jelent meg a füzet. Mégis, mint ahogy az korábban említve volt, e hosszabb képregény-széria állt ahhoz a legközelebb, hogy valamennyi száma hiánytalanul megjelenjen honunkban, amivel csak kevés képregénysorozat dicsekedhet hazánkban.. A 12. számmal a magyar sorozat végleg elbúcsúzott a magyar olvasóktól. Robotzsaru jogai Amerikában egy új kiadó, a Dark Horse Comics, birtokába kerültek 1992-től. Habár a Semic kiadó részéről megvolt a szándék a folytatásra, s tárgyalásokra is sor került a „fekete lovas” kiadóval, végül azonban mégsem jelenhettek meg Robotzsaru újabb kalandjai Magyarországon.

## Számok
A megjelent számok 50 oldalasak voltak, és általában két amerikai számot foglaltak magukban. Számos kiadványban az újság közepén vagy végén hosszabb terjedelmű dokumentációk, leírások szerepeltek.

### Robotzsaru #1
- Megjelent: 1991. május
- Borító eredetije: Robocop: The official adaptation of the hit film! (1990. július)
- Borítót rajzolta:
- Eredeti ár: 59 Ft
- Főbb szereplők:
- Megjegyzés: A Marvel kiadó a Robotzsaru című film első részéről készült képregény-változata. E kiadvány már 3 évvel korábban, 1987-ben is napvilágot látott, szintén a Marvel cég gondozásában, viszont fekete-fehér változatban. Az 1990-es, később Magyarországon közölt változat, már színes volt. A film forgatókönyvét Edward Neumeier és Michael Miner írta, amit a képregényre Bob Harras dolgozott át. A lap végén egy Mark Bagley által készített Robotzsaru-rajz látható.

| eredeti kiadvány                                  | eredeti megjelenés | írta       | rajzolta                                          | fordította      | történet eredeti címe | történet magyar címe |
| ------------------------------------------------- | ------------------ | ---------- | ------------------------------------------------- | --------------- | --------------------- | -------------------- |
| Robocop: The official adaptation of the hit film! | 1990. július       | Bob Harras | Javier Saltares, Alan Kupperberg és Tony DeZuniga | Takácsy Gizella | RoboCop               | Robotzsaru           |

### Robotzsaru #2
- Megjelent: 1991. június
- Borító eredetije: Robocop Vol. 1 #1 (1990. március)
- Borítót rajzolta: Lee Sullivan
- Eredeti ár: 59 Ft
- Főbb szereplők:
- Megjegyzés: A füzet közepén 2 Robotzsaru-rajz található.

| eredeti kiadvány  | eredeti megjelenés | írta       | rajzolta     | fordította      | történet eredeti címe | történet magyar címe |
| ----------------- | ------------------ | ---------- | ------------ | --------------- | --------------------- | -------------------- |
| Robocop Vol. 1 #1 | 1990. március      | Alan Grant | Lee Sullivan | Takácsy Gizella | Kombat Zone           | Harci övezet         |
| Robocop Vol. 1 #2 | 1990. április      | Alan Grant | Lee Sullivan | Takácsy Gizella | Murphy's Law          | Murphy törvénye      |

### Robotzsaru #3
- Megjelent: 1991. július
- Borító eredetije: Robocop Vol. 1 #3 (1990. május)
- Borítót rajzolta:
- Eredeti ár: 59 Ft
- Főbb szereplők:
- Megjegyzés: A Robocop Vol. 1 #8 számából mindössze 4 oldal jelent meg.

| eredeti kiadvány  | eredeti megjelenés | írta       | rajzolta     | fordította      | történet eredeti címe | történet magyar címe |
| ----------------- | ------------------ | ---------- | ------------ | --------------- | --------------------- | -------------------- |
| Robocop Vol. 1 #3 | 1990. május        | Alan Grant | Lee Sullivan | Takácsy Gizella | Dreamerama            | Álommozi             |
| Robocop Vol. 1 #4 | 1990. június       | Alan Grant | Lee Sullivan | Takácsy Gizella | Dead Man's Dreams     | Egy halott álmai     |
| Robocop Vol. 1 #8 | 1990. október      | Alan Grant | Lee Sullivan | Takácsy Gizella | Gangbuster            | Bandairtó            |

### Robotzsaru #4
- Megjelent: 1991. szeptember
- Borító eredetije: Robocop Vol. 1 #5 (1990. július)
- Borítót rajzolta: Lee Sullivan
- Eredeti ár: 59 Ft
- Főbb szereplők:
- Megjegyzés: A Robocop Vol. 1 #8 száma újabb 4 oldallal folytatódott e magyar kiadványban.

| eredeti kiadvány   | eredeti megjelenés | írta       | rajzolta     | fordította      | történet eredeti címe              | történet magyar címe                         |
| ------------------ | ------------------ | ---------- | ------------ | --------------- | ---------------------------------- | -------------------------------------------- |
| Robocop Vol. 1 #9  | 1990. november     | Alan Grant | Lee Sullivan | Takácsy Gizella | Vigilante, Part One: Power Play    | Az önkényes önkéntes 1. rész: Ki az erősebb? |
| Robocop Vol. 1 #10 | 1990. december     | Alan Grant | Lee Sullivan | Takácsy Gizella | Vigilante, Part Two: Rough Justice | Az önkényes önkéntes 2. rész: Szemet szemért |
| Robocop Vol. 1 #8  | 1990. október      | Alan Grant | Lee Sullivan | Takácsy Gizella | Gangbuster                         | A cím az előző számban került lefordításra   |

### Robotzsaru #5
- Megjelent: 1992. február
- Borító eredetije: Robocop Vol. 1 #6 (1990. augusztus)
- Borítót rajzolta: Lee Sullivan
- Eredeti ár: 75 Ft
- Dokumentáció: 3 oldalas a „Robotok képregényen” leírás a füzet végén.
- Főbb szereplők:
- Megjegyzés: A szerkesztő megjegyzése, valamint „Kandi-hírek” olvashatóak fél-fél oldalnyi terjedelemben a képregény végén.

| eredeti kiadvány  | eredeti megjelenés | írta       | rajzolta     | fordította    | történet eredeti címe     | történet magyar címe            |
| ----------------- | ------------------ | ---------- | ------------ | ------------- | ------------------------- | ------------------------------- |
| Robocop Vol. 1 #5 | 1990. július       | Alan Grant | Lee Sullivan | Kóczián János | War, Part One: War Monger | Háború 1. rész: Háborús uszító! |
| Robocop Vol. 1 #6 | 1990. augusztus    | Alan Grant | Lee Sullivan | Kóczián János | War, Part Two: War Crimes | Háború 2. rész: Háborús bűnök   |

### Robotzsaru #6
- Megjelent: 1992. április
- Borító eredetije: Robocop Vol. 1 #7 (1990. szeptember)
- Borítót rajzolta:
- Eredeti ár: 75 Ft
- Dokumentáció: 3 oldalas a „Jövőképek” leírás a lap végén.
- Főbb szereplők:
- Megjegyzés: A szerkesztő megjegyzése, valamint „Kandi-hírek” olvashatóak fél-fél oldalnyi terjedelemben a képregény közepén.

| eredeti kiadvány   | eredeti megjelenés | írta          | rajzolta                   | fordította  | történet eredeti címe | történet magyar címe |
| ------------------ | ------------------ | ------------- | -------------------------- | ----------- | --------------------- | -------------------- |
| Robocop Vol. 1 #7  | 1990. szeptember   | Alan Grant    | Lee Sullivan               | Kónyi Judit | Robosaur              | Roboszaurusz         |
| Robocop Vol. 1 #11 | 1991. január       | Evan Skolnick | Alex Trimpe és Herb Trimpe | Kónyi Judit | Unfinished Business   | Lezáratlan ügyek     |

### Robotzsaru #7
- Megjelent: 1992. június
- Borító eredetije: Robocop Vol. 1 #12 (1991. február)
- Borítót rajzolta:
- Eredeti ár: 75 Ft
- Dokumentáció: A füzet közepén 1 oldalas leírás található a Magyarországon hamarosan megjelenő X-men című képregényről, míg a lap végén 2 oldalas „Rendőrök és detektívek képregényen” képes összeállítás található.
- Főbb szereplők:
- Megjegyzés: A szerkesztő megjegyzése, valamint „Kandi-hírek” olvashatóak fél-fél oldalnyi terjedelemben a képregény közepén.

| eredeti kiadvány   | eredeti megjelenés | írta         | rajzolta     | fordította  | történet eredeti címe | történet magyar címe |
| ------------------ | ------------------ | ------------ | ------------ | ----------- | --------------------- | -------------------- |
| Robocop Vol. 1 #12 | 1991. február      | Simon Furman | Lee Sullivan | Bayer Antal | Purgatory             | Purgatórium!         |
| Robocop Vol. 1 #13 | 1991. március      | Simon Furman | Lee Sullivan | Bayer Antal | Past Sins             | A múlt bűnei         |

### Robotzsaru #8
- Megjelent: 1992. augusztus
- Borító eredetije: Robocop Vol. 1 #15 (1991. május)
- Borítót rajzolta: Lee Sullivan
- Eredeti ár: 75 Ft
- Dokumentáció: „A comic book története II. rész” 3 oldalas leírás található a lap végén.
- Főbb szereplők:
- Megjegyzés: „Kandi-hírek” olvashatóak 1 oldalnyi terjedelemben a képregény végén. „A comic book története" című leírás összesen 3 részes volt. Első fejezete a Superman és Batman 1992/1-es (1.), második részlete e Robotzsaru-képregényben, míg harmadik darabja a Superman és Batman 1992/2-es (2.) számában került megjelentetésre.

| eredeti kiadvány   | eredeti megjelenés | írta         | rajzolta     | fordította  | történet eredeti címe | történet magyar címe |
| ------------------ | ------------------ | ------------ | ------------ | ----------- | --------------------- | -------------------- |
| Robocop Vol. 1 #14 | 1991. április      | Simon Furman | Lee Sullivan | Bayer Antal | Dreams                | Álmok                |
| Robocop Vol. 1 #15 | 1991. május        | Simon Furman | Lee Sullivan | Bayer Antal | Ashes                 | Hamvak!              |

### Robotzsaru #9
- Megjelent: 1992. október
- Borító eredetije: Robocop Vol. 1 #16 (1991. június)
- Borítót rajzolta:
- Eredeti ár: 75 Ft
- Dokumentáció: 2 oldalas „A Semic képregényei” leírás lelhető a lap végén.
- Főbb szereplők:
- Megjegyzés: A szerkesztő megjegyzése, valamint „Kandi-hírek” olvashatóak fél-fél oldalnyi terjedelemben a képregény elülső belső borítóján. A füzet végén, 1 oldalon, a „Boszorkányos nyereményjáték” eredményhirdetése olvasható. További 1 oldalon Marvel-szuperhősökről láthatunk rövid képes bemutatót (Sólyomszem, Amerika Kapitány, Thor és Torpedo).

| eredeti kiadvány   | eredeti megjelenés | írta         | rajzolta       | fordította  | történet eredeti címe | történet magyar címe |
| ------------------ | ------------------ | ------------ | -------------- | ----------- | --------------------- | -------------------- |
| Robocop Vol. 1 #16 | 1991. június       | Simon Furman | Andrew Wildman | Bayer Antal | TV Crimes             | TV krimi             |
| Robocop Vol. 1 #17 | 1991. július       | Simon Furman | Lee Sullivan   | Bayer Antal | Private Lives         | Magánéletek!         |

### Robotzsaru #10
- Megjelent: 1993. február
- Borító eredetije: Robocop Vol. 1 #19 (1991. szeptember)
- Borítót rajzolta:
- Eredeti ár: 89 Ft
- Dokumentáció: 4 oldalas „Comic news” – Az amerikai képregények 1992-ben leírás szerepel a lap közepén, amely bemutatja az egyes külföldi kiadók (Marvel, DC, Malibu Graphics, Dark Horse, Vailant stb.) az évi helyzetét.
- Főbb szereplők:

| eredeti kiadvány   | eredeti megjelenés | írta         | rajzolta       | fordította  | történet eredeti címe | történet magyar címe |
| ------------------ | ------------------ | ------------ | -------------- | ----------- | --------------------- | -------------------- |
| Robocop Vol. 1 #18 | 1991. augusztus    | Simon Furman | Andrew Wildman | Bayer Antal | Mindbomb, Part 1      | Agybomba! 1. rész    |
| Robocop Vol. 1 #19 | 1991. szeptember   | Simon Furman | Lee Sullivan   | Bayer Antal | Mindbomb, Part 2      | Agybomba! 2. rész    |

### Robotzsaru #11
- Megjelent: 1993. április
- Borító eredetije: Robocop Vol. 1 #20 (1991. október)
- Borítót rajzolta:
- Eredeti ár: 89 Ft
- Dokumentáció: 3 oldalas „Körözés” rovat lelhető a lap közepén, amely 5 Marvel- és DC-karaktert (bűnözőt) mutat be (Black guard; a Rossz szamaritánus; Flare, a csóva; a Rengető [igaz neve: Silvio Manfredi] és Silvermane).
- Főbb szereplők:
- Megjegyzés: A hátsó külső borítón a Robocop Vol. 1 #22 számának eredeti amerikai borítója látható.

| eredeti kiadvány   | eredeti megjelenés | írta         | rajzolta       | fordította  | történet eredeti címe  | történet magyar címe      |
| ------------------ | ------------------ | ------------ | -------------- | ----------- | ---------------------- | ------------------------- |
| Robocop Vol. 1 #20 | 1991. október      | Simon Furman | Andrew Wildman | Bayer Antal | The Cutting Edge       | Csúcstechnológia          |
| Robocop Vol. 1 #21 | 1991. november     | Simon Furman | Lee Sullivan   | Bayer Antal | Beyond the Law, Part 1 | A törvényen kívül 1. rész |

### Robotzsaru #12
- Megjelent: 1993. június
- Borító eredetije: Robocop Vol. 1 #23 (1992. január)
- Borítót rajzolta:
- Eredeti ár: 99 Ft
- Dokumentáció: A Pléhsuszter, a Megtorló (eredeti neve: Frank Castle) és a Toprongyos (eredeti neve: Arnold Paffenroth) fél-fél oldalas dokumentációk.
- Főbb szereplők:
- Megjegyzés: A sorozat utolsó része.

| eredeti kiadvány   | eredeti megjelenés | írta         | rajzolta     | fordította  | történet eredeti címe  | történet magyar címe     |
| ------------------ | ------------------ | ------------ | ------------ | ----------- | ---------------------- | ------------------------ |
| Robocop Vol. 1 #22 | 1991. december     | Simon Furman | Lee Sullivan | Bayer Antal | Beyond the Law, Part 2 | Törvényen kívül! 2. rész |
| Robocop Vol. 1 #23 | 1992. január       | Simon Furman | Lee Sullivan | Bayer Antal | Beyond the Law, Part 3 | Törvényen kívül! 3. rész |